# 10. pehotni polk (Italija)
10. pehotni polk Regina je bil pehotni polk Kraljeve italijanske kopenske vojske.

## Zgodovina
Polk je sodeloval na soški fronti prve svetovne vojne; med drugo svetovno vojno je bil polk nastanjen na otokih Egejskega morja.